# 광명 철산동 지석묘
철산동 지석묘는 대한민국 경기도 광명시 철산동에 있다. 1985년 12월 24일 광명시의 향토문화유산 제1호로 지정되었다.

## 개요
선사시대의 무덤 또는 제단으로 안양천 유역 선사문화의 존재를 알려주는 유적이다.